# Mad Max (игра, 2015)
Mad Max (с англ. — «Безумный Макс») — компьютерная игра в жанре action-adventure от третьего лица в открытом мире с элементами гонок на выживание, основанная на медиафраншизе «Безумный Макс». Разработана шведской студией Avalanche Studios и издана американской компанией Warner Bros. Interactive Entertainment в сентябре 2015 года для Windows, PlayStation 4 и Xbox One. В октябре 2016 года игра была портирована на macOS и Linux британской студией Feral Interactive.
Главным персонажем выступает Макс Рокатански в исполнении Брена Фостера (озвучивание, захват движения), который путешествует по постапокалиптическим пустошам на своей машине «Шедевр» вместе с помощником Жестянщиком. В начале игры Макс хочет добраться до «Безмолвной равнины», чтобы обрести покой, но сталкивается с бандитским вожаком Члемом Острусом и теряет свою старую машину. Он заключает с Жестянщиком договор о восстановлении «Шедевра» и в дальнейшем должен добывать для машины редкие и ценные запчасти — эти поиски сталкивают его с разными группировками и противниками. Игра предоставляет в распоряжение игрока обширный открытый мир, предлагая самому искать себе интересные места и задания, и уделяет особое внимание погоням и сражениям на автомобилях — по мере прохождения игрок усовершенствует и достраивает автомобиль Макса, делая его более быстрым и опасным для врагов.
Mad Max находилась в разработке параллельно с фильмом «Безумный Макс: Дорога ярости», выпущенном в прокат в том же самом 2015 году, но слабо связана с ним. Она была одной из трёх игр, которые по вселенной «Безумного Макса» создавали разные студии — две другие, над которыми работали Кори Барлог и Interplay Entertainment, были отменены; Барлог после отмены своего проекта сотрудничал с Avalanche Studios как консультант. Создавая открытый мир игры, Avalanche Studios опиралась на свой опыт работы над играми Just Cause; при этом для студии оказалось особенно трудным создание сражений на автомобилях. Игра была официально анонсирована во время пресс-конференции Sony на международной игровой выставке E3 2013 — первоначально игру должны были выпустить для игровых приставок PlayStation 3 и Xbox 360, но в дальнейшем разработку переориентировали на более новые платформы.
После релиза игра получила смешанные отзывы — обозреватели отмечали впечатляющую атмосферу пустоши, увлекательные сражения на автомобилях и графику, однако критиковали сюжет и однообразные задания. Mad Max стала восьмой самой продаваемой игрой сентября 2015 года в США.

## Игровой процесс

Игровой процесс Mad Max. В левом нижнем углу находится мини-карта и индикаторы здоровья и запаса воды. В правом — выбранное оружие, гарпун, закись азота, топливо и состояние машины

В приключенческом боевике Mad Max игровой персонаж Макс Рокатански исследует постапокалиптический открытый мир и сражается с противниками. Перемещаться по миру он может пешком либо за рулём автомобиля «Шедевр»; также бои с врагами могут быть как рукопашными, так и на автомобилях. В автомобильных сражениях самый простой способ причинить урон врагу — таранное столкновение, но игрок также может использовать для атаки огнестрельное оружие — например, прицельным попаданием убить водителя или взорвать вражеский бензобак — или гарпун на длинном тросе, способный срывать с вражеских автомобилей шины, радиаторные решётки и двери, выдергивать незащищённых водителей из-за руля или зацепить машину противника и не дать ей уйти. При прицеливании игра замедляется, позволяя игроку точнее навести оружие на цель. Хотя в Mad Max игрок в целом управляет героем или автомобилем с видом от третьего лица, за рулём можно переключиться и на вид от первого лица.
Хотя «Шедевр» в начале игры — примитивная машина, её можно постепенно настраивать и улучшать через особое меню — «Гараж». Расходуемый на улучшение автомобиля лом Макс может собирать, просто исследуя мир, но эффективнее захватывать аванпосты и разбирать чужие машины — тогда игрок получит много лома разом. Транспорт включает в себя множество заменяемых элементов — от кузова и двигателя до покраски и украшений на капот. За счёт улучшений можно увеличить наносимый тараном урон, долговечность, ускорение и другие характеристики либо же оснастить технику оружием. Игрок должен учитывать то, как различные улучшения взаимодействуют друг с другом: некоторые из них имеют недостатки. Например, если на «Шедевр» установить более мощный двигатель, Макс будет ездить намного быстрее, но ценой худшей управляемости. Кое-какие улучшения дают новые возможности в защите или атаке: к примеру, установленные на кузов шипы позволят защититься от запрыгивающих на капот противников. Замена элементов также отражается на звуках, издаваемых автомобилем. В поездках Макса всегда сопровождает механик Жестянщик. Каждый раз, когда Макс останавливает повреждённую машину, Жестянщик начинает ремонтировать её.
Через меню можно настроить и облик самого Макса, в том числе одежду, растительность на лице или боевой раскрас. По мере прохождения открываются новые улучшенные виды брони и обреза, которым вооружен герой. За выполнение особых испытаний — например, «убить десять бандитов заточкой» или «уничтожить пять автомобилей лобовым тараном» — игрок получает «жетоны Гриффы»; в обмен на эти жетоны у таинственного странника Гриффы, который появляется в некоторых местах игры, можно улучшить характеристики Макса.
В Mad Max присутствует разнообразное оружие, но боеприпасов к нему мало — чаще Максу приходится вступать с врагами в рукопашный бой. Боевая система сочетает в себе борцовские и боксёрские приёмы и напоминает франшизу Batman: Arkham — в частности, в игре присутствуют различные комбо-атаки, атаки противников помечаются специальным значком для контратаки и добивающие специальные приёмы. Однако во время поединка Макс может перейти в состояние «Ярость» — в нём герой становится более быстрым и проворным и наносит более сильные атаки, чем обычно. Хотя скрытность и не играет в Mad Max большой роли, в некоторых случаях Макс может подкрасться к врагу сзади и мгновенно убить его ударом заточки. Одним из видов оружия является взрывной гарпун, который можно вонзить врагу в грудь.
Мир Mad Max разделён на несколько регионов. В каждом из них Максу предстоит участвовать в гонках на выживание и испытаниях на время, вторгаться во вражеские крепости и уничтожать вражеские конвои. Выполнение всех этих заданий приводит к снижению уровня угрозы и облегчению путешествия. В крупнейшей вражеской крепости определённого региона есть босс. Некоторые базы, однако, являются дружественными, и устранение всех враждебных крепостей даёт Максу дополнительные задания и награды. Дружеские крепости можно модернизировать — так, после серьёзной помощи крепости, здоровье и боеприпасы Макса полностью восстановятся после следующего захода в игру. Чтобы искать новые локации и цели, игрок может подниматься на прикреплённом к земле воздушном шаре. Все объекты отмечаются на карте после просмотра в бинокль. Кроме Жестянщика, Макса может сопровождать собака, помогающая обнаружить наземные мины. У Макса весьма «скованный» паркур — он может забраться на различную поверхность, выделенную жёлтым цветом. Во время путешествий Жестянщик постоянно комментирует то, что происходит в игре, и указывает на интересные места.
«Шедевру» для работы требуется топливо. Макс может перевозить в багажнике только одну запасную канистру с бензином, поэтому, чтобы не застрять посреди пустыни, игроку нужно вовремя заправляться. Другие жизненно важные ресурсы — еда и вода — нужны для восстановления очков здоровья. Разбросанные по миру коллекционные предметы («реликвии прошлого») позволят больше узнать о лоре игры. Они включают в себя фотографии, заметки и другие артефакты из старого мира. Также в игре реализованы погодные явления — песчаные бури, например, — и динамическая смена дня и ночи, влияющая на появление врагов.

## Сюжет
Макс Рокатански (Брен Фостер), бывший офицер дорожной полиции, терзаемый призраками прошлого, держит путь к «Безмолвной равнине» — мифическому месту, где он сможет обрести внутренний покой. В пути его настигают бандиты под предводительством лорда Члема Оструса (Трэвис Уиллингхэм) — человека, который держит в страхе всю территорию вокруг Газтауна, а также сына Несмертного Джо (Фред Таташор). В процессе погони у Макса заканчивается дизель, из-за чего он попадает в западню, лишается своей машины — «Перехватчика», или «Чёрного на Чёрном» и едва не расстается с жизнью. Успев забраться на тягач Оструса, к которому прицеплен «Чёрный на Чёрном», он вступает в схватку с Члемом, и в процессе Максу удается вонзить бензопилу в его голову, однако сам он падает с тягача, и окончательно теряет свою машину.
Восстановившись после падения, Макс отправляется искать воду, и встречает Жестянщика (Джейсон Спайсэк) — безумного механика, который одержим выдуманной им же автомобильной религией и идеей построить «Шедевр» — идеальную машину. Жестянщик видит в Максе святого архангела, которому суждено стать водителем «Шедевра». Намереваясь продолжить свой путь к «Безмолвным равнинам», Макс объединяется с механиком и они ставят перед собой чёткую цель: добыть восьмицилиндровый мотор.
Спустя некоторое время убежище Жестянщика обнаруживает Помойка — психопат и прислужник Лорда Оструса, владеющий собственной бандой, и уничтожает его. Вынужденные искать новое убежище, герои обращаются к Джиту (Джош Китон) — хозяину близлежащей территории. Он заключает с ними взаимовыгодную сделку — он предоставляет им постоянное убежище, а Макс пробивает «Пасть» — огромные ворота, которые являются единственным путём к Газтауну, где можно раздобыть V8. Пробив «Пасть», Макс попадает к Брюхорезу (Лиам О’Брайен) — главе группировки, живущей в останках танкера, и верящей в скорое прибытие воды. Брюхорез также даёт им убежище взамен на пару услуг.
Продвигаясь всё ближе к Газтауну, Макс сталкивается с бойцами Помойки, осаждающими старую градирню, в которой укрылись люди во главе с Красноглазкой (Эдриенн Барбо) — лидером ещё одной группы выживших. Макс помогает отбить атаку Помойки. Жестянщик узнаёт, что в Газтауне скоро состоится Смертельная Гонка, главным призом в которой, среди прочего, будет машина с «Вождём» — тем самым V8, который нужен Максу. Герой отправляется в Газтаун, к Крикуну — управляющему гонками, и добивается своего участия в гонках. На гонках выясняется, что помимо «Вождя», одним из призов является Надежда (Кортни Тейлор) — та женщина, которую забрал Помойка, а чемпионом турнира является он сам. Победив в дорожной схватке с психопатом, Макс становится новым чемпионом турнира, и удостаивается чести быть поздравленным самим Члемом Острусом, который каким-то невероятным образом остался жив с осколком бензопилы в голове. Острус впадает в ярость, увидев, что Макс до сих пор жив, и вступает с ним в бой. В процессе схватки Макса чуть не убивают, но его спасает Надежда.
Надежда рассказывает, что её дочь, которую зовут Слава, сумела сбежать, но попала в лапы к Стервятникам — свирепой банде головорезов, и умоляет её спасти. Выбравшись из Газтауна вместе с «Вождём» и Надеждой, Макс отправляется в убежище Фритюра — очередного лидера группы фанатиков, которые поклоняются огню. V8 установлен, и Макса больше ничего не держит в Газтауне, но чувствуя, что он обязан жизнью Надежде, соглашается спасти её дочь.
В пути к Поддюне — территории Стервятников, когда-то бывшему аэропорту, Макс говорит Жестянщику о своих планах поставить в заднюю часть машины два топливных бака, как на «Перехватчике», для пересечения пустыни и достижения «Безмолвной равнины», из-за чего Жестянщик приходит в недоумение, ведь это его место. Покинув машину, Макс проникает в Поддюну, но в этот момент на Жестянщика нападают Стервятники, из-за чего механик вынужден убежать. Макс находит в подземельях Славу и, угнав одну из машин Стервятников, покидает дюны, доставляя дочь в убежище Фритюра, к Надежде. На месте он не обнаруживает ни Жестянщика, ни «Шедевра», и узнаёт от Фритюра (Робин Аткин Даунс), что механик решил вернуть машину в своё разрушенное убежище — туда, где она «родилась».
Добравшись до места, Макс обнаруживает, что за машиной следил Помойка, и под пытками Жестянщик рассказал Члему о Славе и Надежде, и прямо сейчас он убивает их самыми жестокими способами. Убив Помойку, Макс спешит к Надежде и Славе, но опаздывает — он находит Надежду уже мёртвой, а Слава умирает у него на руках. Воин дороги впадает в ярость, и всё, чего он теперь желает — отомстить Члему и убить его.
Вычислив маршрут конвоя Члема, Макс уничтожает его сопровождение и сильно повреждает его тягач, но в процессе «Шедевр» получает очень серьёзные повреждения, а тягач Члема застревает на краю обрыва, и Макс собирается протаранить его. Жестянщик умоляет не делать этого, так как таких повреждений «Шедевр» не вынесет, но Макс, одержимый жаждой мести, сталкивает тягач с обрыва, но ценой жизни Жестянщика и самого «Шедевра». Внезапно, в последний момент из тягача вылетает уцелевший «Чёрный на Чёрном», который оседлал Члем. С трудом одолев свою машину, Макс убивает Члема, вытащив у него из головы осколок. Осуществив свою месть, Воин дороги садится в «Перехватчик», и, взглянув на фотографию своей жены и дочери, продолжает путь к «Безмолвной равнине».

## Разработка

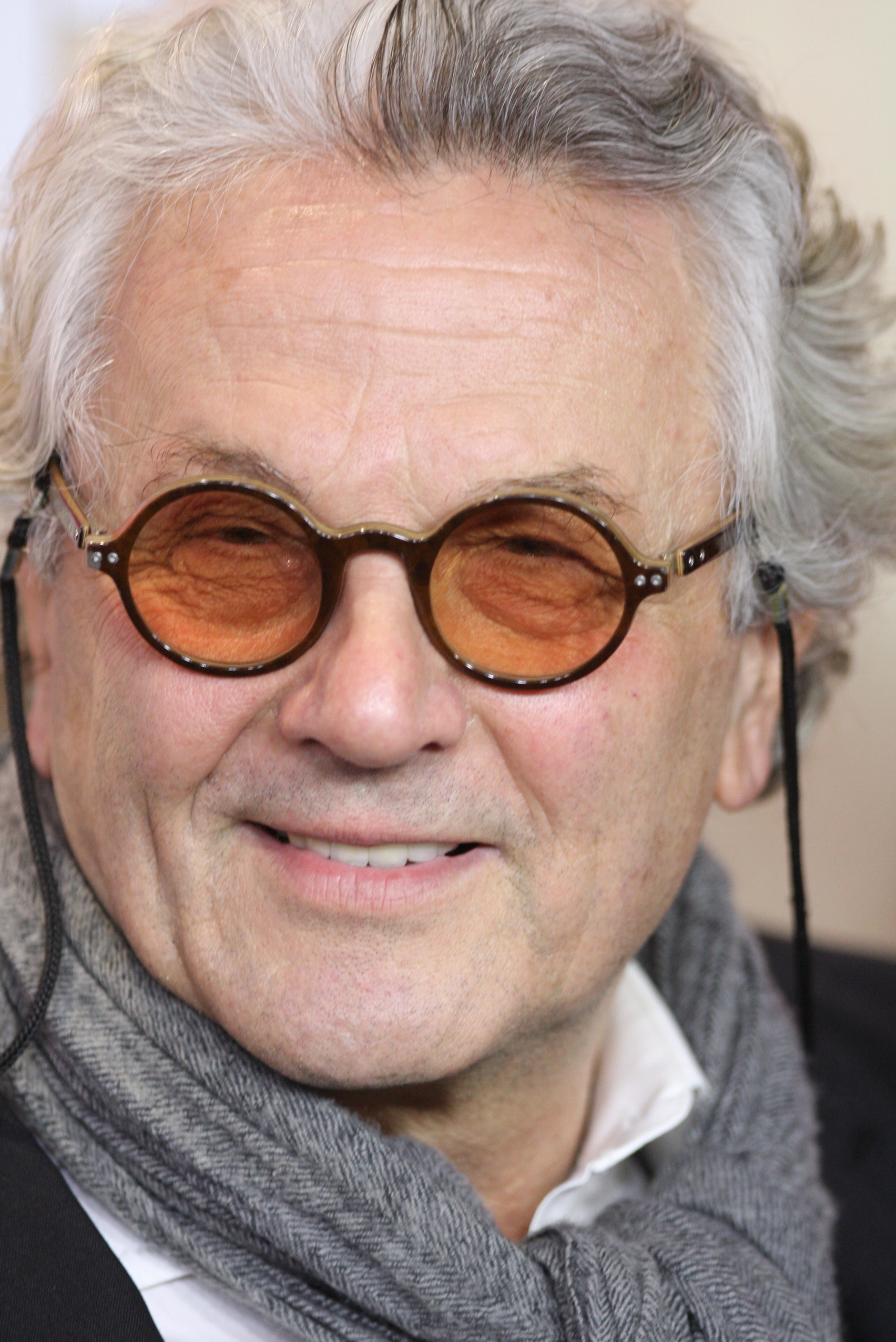
Джордж Миллер принимал участие в подготовке к разработке игры

Первое упоминание о видеоигре по кинофраншизе «Безумный Макс» появилось в 2008 году от Джорджа Миллера. Миллер приступил к обсуждению будущей разработки игрового проекта вместе с геймдизайнером God of War II Кори Барлогом после того, как тот покинул Sony Computer Entertainment. Изначально игра позиционировалась как своеобразное дополнение к анимационному фильму «Безумный Макс», который должен был выйти одновременно. Ради разработки игры было приостановлено производство мультфильма. Но после того, как Барлог объявил о поиске издателя, никакой новой информации об игре больше не поступало. В 2010 году Кори был консультантом Avalanche Studios, но в 2012 году он ушёл в Crystal Dynamics. Была информация о готовящейся игре по фильму «Дорога ярости» от Interplay Entertainment, которую отменили после того, как Electronic Arts объявила о приобретении прав на создание игр по франшизе за 20 миллионов долларов.
14 февраля 2013 года основатель и генеральный директор Avalanche Studios Кристофер Сандберг опубликовал размытый скриншот игры. 10 июня игра была анонсирована на E3 2013 во время пресс-конференции Sony. Релиз был запланирован на 2014 год для PlayStation 3, PlayStation 4, Xbox 360, Xbox One и Windows. Хотя Сандберг говорил, что игра от Avalanche не имеет ничего общего с анонсированным проектом от Барлога и Миллера, позже он признал участие первого в работе Avalanche над Mad Max. Несмотря на неясную взаимосвязь между ними, по словам директора по гейм-дизайну игры, Джордж Миллер также сотрудничал с Avalanche во время пред-продакшена Mad Max в середине 2011 года. Несмотря на вклад режиссёра в подготовке к созданию Mad Max, Warner Bros. склонялись к большей творческой свободе Avalanche. Полноценная разработка игры началась перед маем 2012 года.
В апреле 2014 года Avalanche объявили о переносе Mad Max на следующий год. Проект должен был стать одним из тайтлов «самого крупного года студии с момента её создания». Во время разработки игру решили делать на более новых платформах — PlayStation 4 и Xbox One. Несмотря на релиз Mad Max и фильма «Дорога ярости» в один год, игра никак не связана с фильмом, её сюжет и сеттинг полностью оригинален. Подобное решение было принято издателем Warner Bros. — после успеха серии Batman: Arkham компания посчитала, что оригинальная игра будет более выгодной для игроков, чем «игра по кино». В игре присутствуют такие локации из фильмов, как Газтаун и Купол грома. В отличие от предыдущих игр Avalanche, таких как Just Cause 2, тон игры более мрачный с выделяющимся повествованием.
Как и в фильмах, Макс довольно неразговорчив и безэмоционален — его чувства выражаются в действиях. Команда разработчиков стремилась развить в герое сложный характер и индивидуальность. По словам главного геймдизайнера игры, Макс травмирован прошлой жизнью и потерей своей семьи, и именно это делает его «безумным», «неуравновешенным» и «сумасшедшим». Эти качества отражаются в боевом режиме «Ярость», в котором Макс наносит более мощный урон. Его попутчик Жестянщик буквально одержим своей машиной «Шедевр»; по словам ведущего сценариста Mad Max, у него «псевдорелигиозные/сексуальные отношения с ней». Члем Скротус, главный антагонист игры, — военачальник, созданный как «кровожадный монстр, который утешает себя от собственной боли только через страдания других». Лица врагов раскрашены и покрыты шрамами — по словам геймдизайнера Фрэнка Рука, их облик «является своего рода приближением к тому, как эта цивилизация слилась в своего рода державу».
Ведущий дизайнер Эмиль Крафт говорил, что главным приоритетом во время разработки был геймплей. Как и в серии Just Cause, разработчики стремились предоставить игрокам автономию. Студия намеревалась построить динамичный мир, создав «бесшовную серию событий». Игра была вдохновлена общей атмосферой кинофраншизы «Безумный Макс», а не каким-то конкретным фильмом. По словам представителя Avalanche, они не хотели черпать вдохновение с других игр в сеттинге постапокалипсиса, таких как Fallout, Rage и Borderlands, так как авторы перечисленных проектов сами вдохновлялись оригинальными фильмами про Макса. Наиболее проблемным аспектом геймплея во время разработки были автомобильные бои из-за неопытности Avalanche в этом плане. Система кастомизации «Шедевра» была разработана для повышения увлекательности игры и предоставления игрокам больше свободы.

В мире игры есть разные ориентиры для подчёркивания разнообразной среды. Avalanche использовали яркие цвета для изображения неба в контрасте с песком

Мир Mad Max вдохновлён серией Just Cause, в которой есть элементы песочницы. Генеральный директор Avalanche Кристофер Сандберг надеялся на сравнения игроков пустынного сеттинга Mad Max с западным Red Dead Redemption. Игровой мир масштабируется в соответствии с плотностью и частотой геймплея; команда разработчиков сделала упор на создании мира с возможностью выбора и отвлекающими факторами. Задуманный как «мёртвый, угрожающий и враждебный», он также «захватывающий и увлекательный, поощряющий исследование». Одной из проблемных целей, с которой столкнулись разработчики, было создание пустоши с разнообразным окружением, поскольку Mad Max — первая постапокалиптическая игра Avalanche. Они потратили бо́льшую часть своего времени на проектировку грунта и вариаций рельефа, чтобы свести к минимуму повторения в ландшафте. Поскольку действие игры разворачивается в пустыне, студия использовала яркие цвета для неба. Чтобы осмотреть местные ландшафты и окружающую среду в рамках подготовки к созданию мира Mad Max, включая небо, разработчики посещали джунгли Коста-Рики. Как и в фильмах, игра не отождествляет апокалипсис; Avalanche хотели придать «ощущение таинственности» пустоши, чтобы игроки могли представить, как она развивалась. Изначально предполагалось, что в игре будут гаражи прямо в самом мире, в котором игрок мог ремонтировать и улучшать свои тачки, но позже от такой идеи отказались — студия сочла, что этот элемент «мешает игровому процессу».
Mad Max разработана на движке Apex Engine, ранее известный как Avalanche Engine — собственный проприетарный движок от Avalanche, который также использовался в Just Cause 2. По словам ведущего графического дизайнера Альвара Янссона, во время разработки Mad Max в движок были добавлены новые графические функции и был оптимизирован под игры с открытым миром. Команда также работала над обеспечением того, чтобы геймплей на всех основных платформах не имел существенных различий.
Игровые журналисты, приглашённые для частной демоверсии геймплея на E3 2013 отмечали, что у Макса был американский акцент, а не австралийский по фильмам, что вызвало возмущение среди фанатов. Позже Avalanche подтвердили, что у героя будет австралийский акцент. Брат Мэла Гибсона, Донал Гибсон, выражал заинтересованность в озвучивании Макса в игре. Однако на эту роль был выбран австралийский актёр Брен Фостер, известный по сериалам «Последний корабль» и «Дни нашей жизни». Обстановка игры описывается как «креольская пустошь» с рядом разных цивилизаций, и именно поэтому персонажи игры говорят с различными акцентами.

## Выход и маркетинг

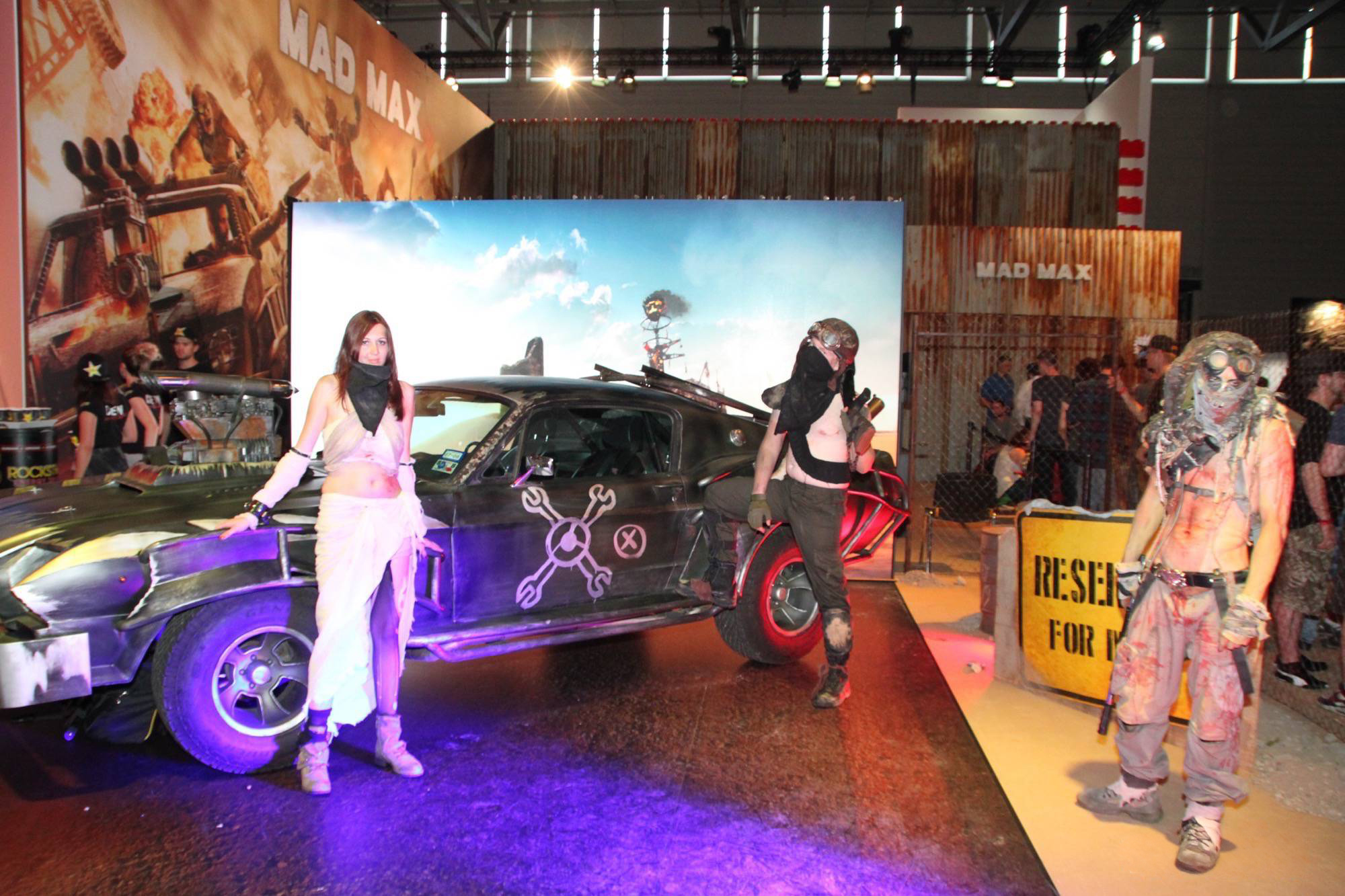
Промоушен на Gamescom 2015

Mad Max вышла 1 сентября 2015 года в Северной Америке и Великобритании, 2 сентября в Австралии, 3 сентября в Новой Зеландии и 4 сентября в Европе на PlayStation 4, Xbox One и Windows. Помимо самой игры, в Steam вышла полная коллекция фильмов франшизы «Безумный Макс». 3 мая было объявлено, что версии для Xbox 360 и PlayStation 3 были отменены из-за аппаратных ограничений платформ, попутно был анонсирован порт на Linux. Порт на Linux, а также на macOS, вышел 20 октября следующего года; за его разработку отвечала британская студия Feral Interactive.

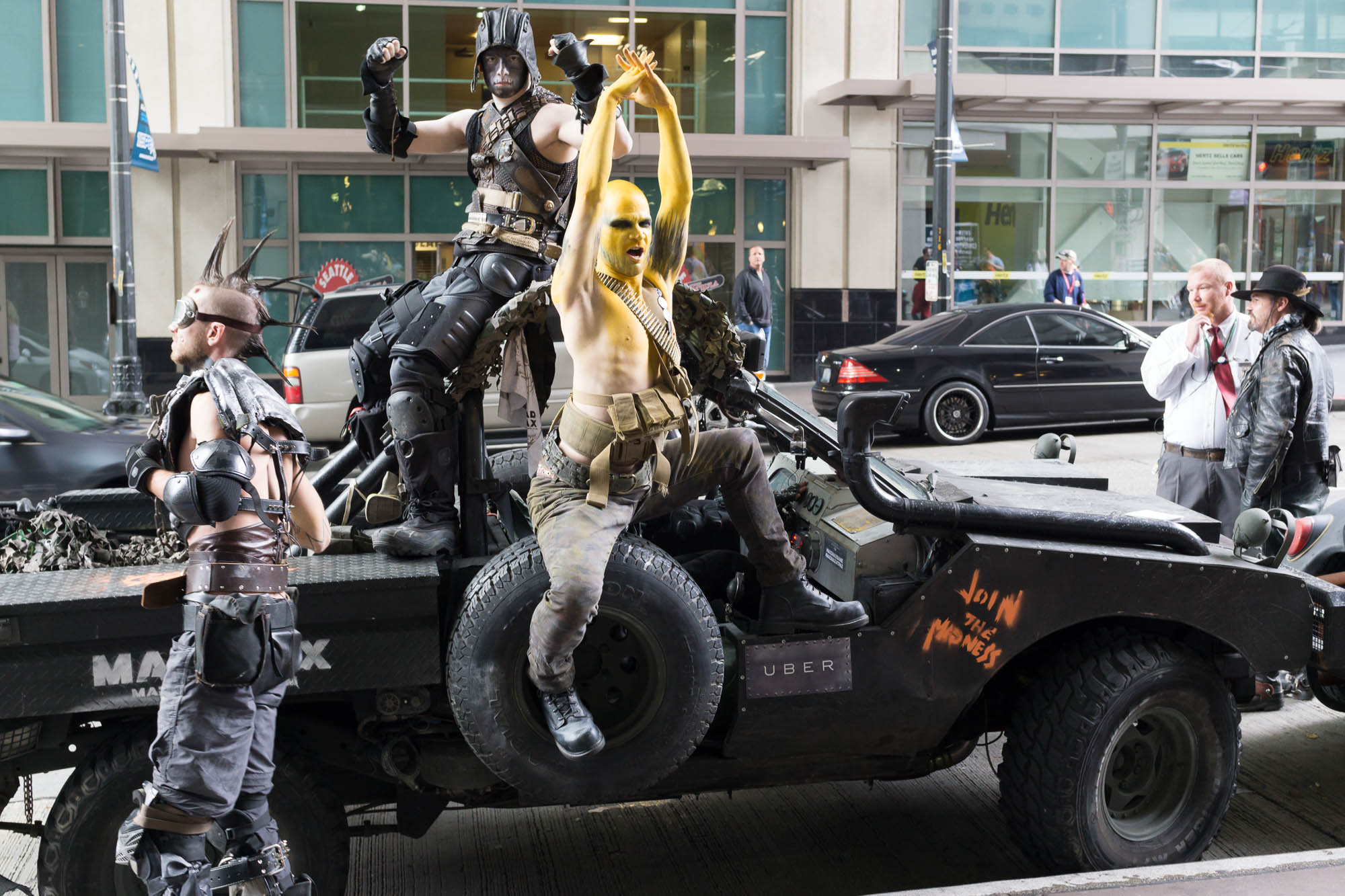
Стилизованная машина под Mad Max, заказанная в Uber

За предзаказ игрок получал дополнительный кузов для своего «Шедевра» — «Риппер». В издание Post-Apocalypse Edition, которое доступно у онлайн-ритейлера EB Games для консолей, кроме самой игры входил вышеупомянутый кузов, миниатюрный номерной знак, стилбук, дополнение «Жнец» и Blu-ray диск с фильмом «Безумный Макс: Дорога ярости». Владельцы версии для PlayStation 4 получали набор «Воин дороги» с двенадцатью украшениями на капот «Шедевра» эксклюзивно до 30 ноября. В качестве промоакции Warner Bros. пригласила художников создать на своих автомобилях свой рисунок грязью, а для жителей Сиэтла, пользующихся Uber, имелась возможность заказать стилизованный автомобиль и бесплатно покататься «прямо из постапокалипсиса», потому что «доллары в пустыне всё равно бесполезны». В апреле 2018 года Mad Max стала временно бесплатной игрой месяца на PlayStation 4, доступной по подписке PlayStation Plus.

## Отзывы критиков
| Сводный рейтинг       | Сводный рейтинг                        |
| Агрегатор             | Оценка                                 |
| --------------------- | -------------------------------------- |
| GameRankings          | (XONE) 70,93 % (PS4) 69,40 %           |
| Metacritic            | (PC) 73/100 (XONE) 72/100 (PS4) 69/100 |
| Иноязычные издания    |                                        |
| Издание               | Оценка                                 |
| Destructoid           | 7/10                                   |
| Eurogamer             | Рекомендовано                          |
| Game Informer         | 7,5/10                                 |
| GameSpot              | 6/10                                   |
| GamesRadar+           | [ 90 ]                                 |
| GameTrailers          | 7,4/10                                 |
| IGN                   | 8,4/10                                 |
| Polygon               | 5,5/10                                 |
| Русскоязычные издания |                                        |
| Издание               | Оценка                                 |
| 3DNews                | 7/10                                   |
| PlayGround.ru         | 5,5/10                                 |
| Riot Pixels           | 65 %                                   |
| StopGame.ru           | «Проходняк»                            |
| «Игромания»           | 7,5/10                                 |
| «Игры Mail.ru»        | 8/10                                   |

Согласно сайту-агрегатору Metacritic, Mad Max получила «смешанные отзывы».
Сюжет игры был встречен неоднозначно. Брендин Тиррел из IGN назвал историю удивительной и искренней, несмотря на то, что бо́льшая часть ключевых событий в игре происходит во второй половине. Тиррел писал, что персонажи обладают разными личностными качествами и назвал их «настоящими звёздами». По словам Криса Картера из Destructoid, сюжет Mad Max завлекает игрока в игру. Леон Хёрли из GamesRadar посчитал историю в общем «слабой и едва заметной на протяжении бо́льшей части игры», но в то же время похвалил «захватывающую» кульминацию. Мэтт Берц из Game Informer также раскритиковал сюжет, назвав его «карикатурным» и подметив, что игроку не стоит ждать захватывающей истории в игре, а также отмечал «неровное» озвучивание.
Дизайн мира Mad Max же получил более положительный отклик. По словам Брендина Тиррела, мир со своей «великолепной» для путешествия игрока песочницей хорошо передаёт атмосферу «Безумного Макса». Леон Хёрли же высоко оценил масштаб пустоши и сравнивал её с «Ведьмак 3: Дикая Охота». Мартин Робинсон из Eurogamer же сравнивал с серией игр Just Cause от Avalanche и высказал мнение, что разработчики успешно объединили вселенную «Безумного Макса» с открытым миром. Мэтт Берц похвалил негостепримную атмосферу пустоши и выразил признательность команде разработчиков за добавление разнообразия в скучную во многом песочницу. Дэниел Бладворт из GameTrailers согласился с Берцем, отметив уникальность каждого региона, которые отличаются друг от друга. Питер Браун из GameSpot написал, что песчаные бури Mad Max установили новый стандарт для погодных эффектов в играх. Филип Коллар из Polygon же раскритиковал карту игры и написал, что все локации в игре одинаковые, а безвкусное окружение препятствует исследованиям.
Тиррел назвал бои на машинах одним из лучших и креативных элементов игр. Браун же назвал бои «интенсивными», «сложными» и «непредсказуемыми», однако раскритиковал «чрезмерно упрощённые» и «неглубокие» пешие схватки. Крис Картер сравнивал управление транспортом с лучшими гоночными играми и высоко оценил его управляемость. Критик также похвалил механику машин, дающую кинематографический опыт. Тиррел также оценил дополнительные функции рукопашного боя, вроде режима «Ярость» и подбор оружия, которые придают глубины. Хёрли похвалил «удовлетворительную» систему прогрессии и баланс между автомобильным и рукопашным боем. Бладворт писал, что в рукопашном бою использовалась «проверенная фабула», которая хорошо работала, несмотря на неудобные ракурсы камеры. Филип Коллар подверг критике бои с боссами, которым не хватало разнообразия.
Другие аспекты геймплея же были оценены не так однозначно. Брендин Тиррел и Филип Коллар похвалили кастомизацию Макса и его «Шедевра», полезно влияющую на геймплей. Питер Браун же раскритиковал игру за то, что она предлагает игроку большого вызова и не вызывает чувство выполненного долга. Он назвал здоровье игрока «избыточным» дополнением, в котором еда и вода играет незначительную роль и может быть проигнорирована игроками, а также систему сбора лома, которая замедляет темп игры. Робинсон же писал, что все элементы геймплея отражают варварскую природу пустоши и похвалил дизайн мира, описав его как «мир искорёженного металла и насилия, который нужно скорее пережить, чем завоевать». Бладворт подверг критике «повторяющуюся» модернизацию дружеских крепостей героя. Мэтт Берц и Крис Картер негативно отмечали отсутствие скалолазания, что затрудняет передвижение.
Задания в игре также были встречены смешанно. Тиррел высоко оценил контент и разбросанные по всему миру задания, которые для большинства игроков будут привлекательными. Однако тот отмечал их частое повторение, которое снижает их реиграбельность. Хёрли подметил, что игроки легко запутаются в начале, поскольку цели в игре неясны. Браун раскритиковал структуру нескольких квестов, которые вынуждают игрока действовать так, как захочет игра, лишая свободы и творчества. Крис Картер написал, что Mad Max ничего нового в жанр не привносит, а квесты и особенности мира слишком похожи на типичную игру от Ubisoft в открытом мире.
На релизе несколько критиков подмечали некоторые технические проблемы. Брендан Тиррел отмечал нестабильную частоту кадров, а Филип Коллар — проблемы со звуком.

### Продажи
Mad Max стала второй самой продаваемой игрой в Великобритании в первую неделю с момента её выхода, уступив только Metal Gear Solid V: The Phantom Pain, которая вышла в тот же день. По данным NPD Group, игра заняла восьмое место списка самых продаваемых игр в США за сентябрь 2015 года. В апреле 2016-го Mad Max заняла четвёртую строчку списка самых продаваемых игр на PlayStation 4 в Европе, а в августе она замкнула десятку идентичного списка за июль. Летом 2018 года, благодаря уязвимости в защите Steam Web API, стало известно, что точное количество пользователей сервиса Steam, которые играли в игру хотя бы один раз, составляет 1 775 140 человек.